# Александар Софронијевић
Александар Софронијевић (Краљево, 19. новембар 1983) српски је хармоникаш, музички продуцент и вођа оркестра познатог по имену Оркестар Александра Софронијевића. Сматра се једним од најпопуларнијих музичара у земљи, због чињенице да је стално присутан у музичким емисијама са високим ТВ рејтингом и на концертима највећих уметника са простора бивше Југославије, као пратећи оркестар.

## Живот
Рођен је и одрастао у Краљеву (Србија), детињство је провео са родитељима (Радован и Милена Софронијевић) и сестром Александром. У његовој породици нико се није професионално бавио музиком, али су његови родитељи волели да гледају музичке емисије са традиционалним српским песмама.
Софронијевић је прву хармонику добио са 4 године и почео је да похађа приватне часове музике, јер су његови родитељи приметили страст коју је имао према музици. Хармонику је наставио да свира у основној и средњој школи, а током школских распуста често је свирао са друговима из разреда, кад год је имао хармонику при руци. Након завршене средње школе, одлучио је да свој живот и будућност у потпуности посвети музици. Преселио се у град Крагујевац, где је уписао Музичку академију, а завршетком студија постао је професионални хармоникаш. Тренутно живи и ради у Београду. Александар Софронијевић је 07.маја 2024.године оженио Косану Стишовић, која је по занимању лекар.
Софронијевић води здрав начин живота и његова дневна рутина укључује тренинге, пливање и здраву исхрану. Његов главни хоби је бициклизам који му омогућава да током лета често учествује на локалним бициклистичким тркама и маратонима, који трају и по неколико дана. Две године касније, са 18 година и свирајући на истој хармоници, поново је победио на такмичењу, али сада у сениорској конкуренцији, као најмлађи коме је припала ова част. Овај велики успех дао му је идеју да формира сопствени оркестар и тако створи праву визију своје музичке каријере.
Саша Поповић веровао је у успех Софронијевића и пружио шансу њему и његовом оркестру да буду саставни део бројних наступа у Гранд продукцији . Прва ТВ емисија у Гранд продукцији, у којој је Софронијевић представио свој музички таленат, била је Народ пита – емисија у којој су познати певачи из Србије изводили најлепше песме уживо.
Године 2015. Гранд продукција је покренула нови шоу талената Никад није касно,  где је Софронијевић заједно са својим оркестром стекао велику популарност. Никад није касно је такмичење певача ветерана (старијих од 40 година), који изводе највеће хитове забавне и народне музике и тако имају прилику да се покажу милионској публици. Кандидати и познати уметници, који су чланови жирија, били су у пратњи Софронијевића и његовог оркестра све до 2022. године, када је истекао уговор са музичком продукцијом. Вреди напоменути и то да је током емисије Оркестар Александра Софронијевћа снимио више од 4000 песама и одсвирао их у новом специјалном аранжману.
Први велики наступ уживо Оркестар Александра Софронијевћа имао је 2011. године, на великом концерту Ане Бекуте, у Сава Центру у Београду. Његов оркестар је дао све од себе да овај концерт звучи веома професионално. Ово је била полазна тачка за све велике концерте који су уследили за Софронијевића и његов оркестар. Међу звездама које је пратио на концертима, издвајају се Жељко Јоксимовић, Марија Шерифовић, Лепа Брена, Шабан Шаулић, Здравко Чолић и многи други уметници у Србији, али и широм Европе и света.
Још једна занимљива информација о Софронијевићу је да често снима музику за филмове и ТВ серије. У филму Тома, који илуструје живот великог певача народне музике Томе Здравковића, Софронијевић и његов оркестар снимили су сву музичку продукцију за филм. Други пример је популарна серија Убице мога оца, где је свирао Шабану Шаулићу песму „Немам више никога“, коју је компоновала Александра Ковач, а Саши Матићу песму „Чујем да се ових дана разводиш“, коју је компоновао Саша Милошевић.

## Музички студио
Софронијевић је 2021. године отворио свој музички студио у Београду, под називом АС СТУДИОТОН, који је тренутно један од најбољих постојећих на Балкану. Оно што га чини посебним је импозантан и модеран дизајн и уређаји најновије генерације који стварају идеалну равнотежу између старије аналогне и новије дигиталне технологије. Студио нуди комплетну музичку продукцију, укључујући снимање и обраду звука вокалних и инструменталних садржаја. Овај студио је остварење сна за Софронијевића, који је рекао да је сву своју тадашњу зараду од музике уложио да би завршио изградњу студија.